# Řády, vyznamenání a medaile Ukrajiny

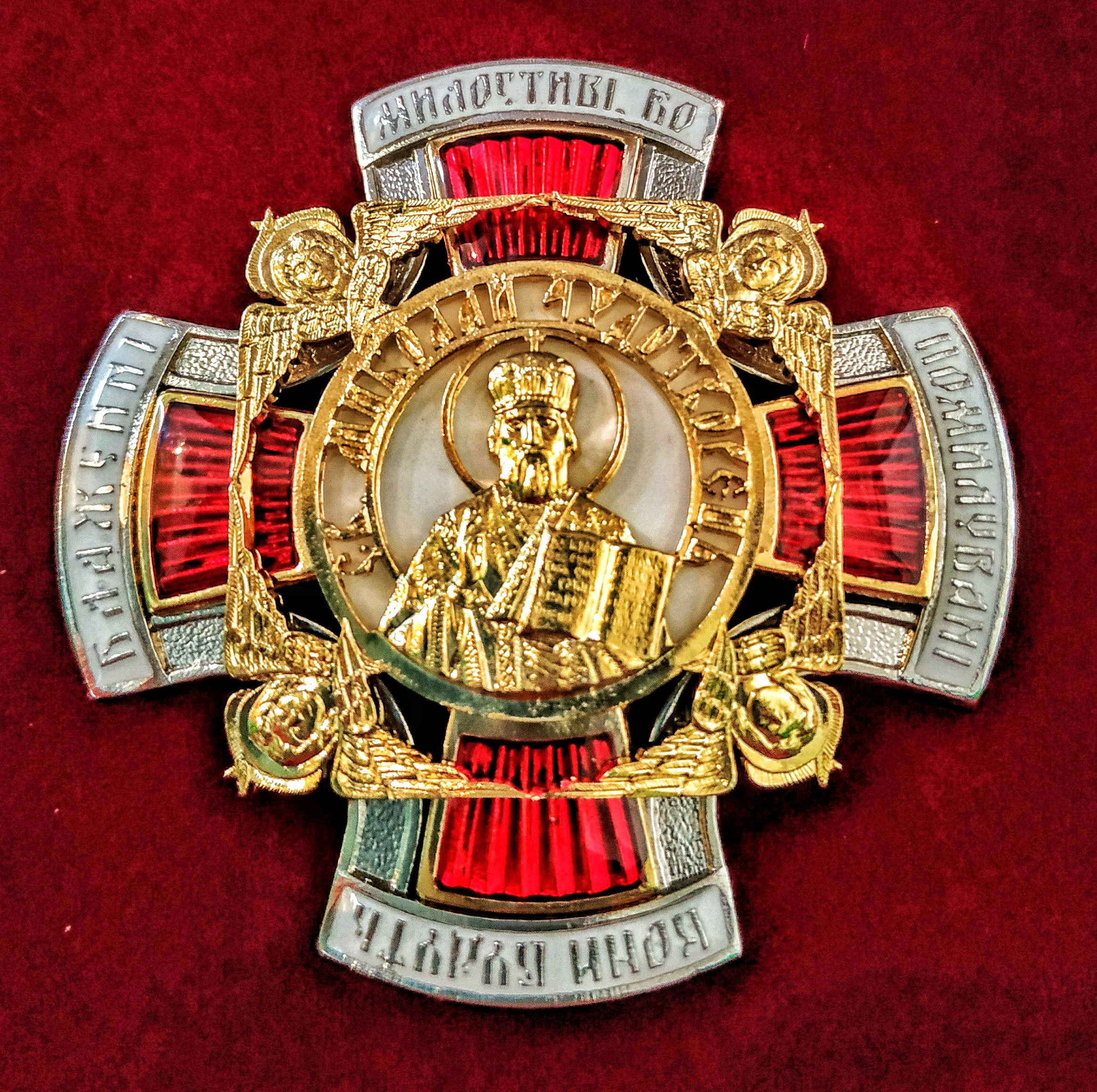
Řád sv. Mikuláše Divotvůrce

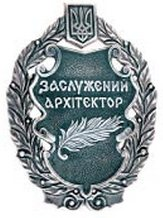
Zasloužilý architekt Ukrajiny

Systém udílení vyznamenání na Ukrajině sestává z řádů, křížů, medailí, čestných titulů, čestných zbraní, odznaků, osvědčení a dalších ocenění. Jsou udíleny státními orgány různé úrovně, místními samosprávami, podniky, institucemi a organizace ode dne 24. srpna 1991, kdy byla vyhlášena nezávislost Ukrajiny. Patří sem i vyznamenání, která byla založena ještě před osamostatněním, a která byla oficiálně na Ukrajině uznána. Jediným orgánem vykonávajícím dohled nad udílením ocenění je Komise pro státní ceny a heraldiku.

## Státní vyznamenání Ukrajiny

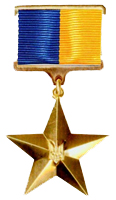
Hrdina Ukrajiny

Podle zákona ze dne 16. března 2000 O státních vyznamenáních Ukrajiny jsou státní vyznamenání Ukrajiny nejvyšší formou vyznamenání občanů republiky za vynikající služby v oblasti rozvoje ekonomiky, vědy, kultury, sociální oblasti, ochraně lidských práv a svobod, při budování státu a sociální činnosti a za další služby Ukrajině.
Článek 92 Ústavy Ukrajiny uvádí, že státní vyznamenání jsou stanovena výlučně ukrajinskými zákony. V souladu s článkem 106 ústavy udílí státní vyznamenání úřadující prezident republiky.
Státní vyznamenání Ukrajiny lze udělit každému občanu republiky, stejně jako cizím státním příslušníkům za osobní služby Ukrajině. Udílí se dekretem úřadující hlavy státu a příjemci jsou předávány insignie uděleného vyznamenání a dokument potvrzující jeho udělení.

### Historie
Dne 14. února 1992 bylo do Ústavy Ukrajiny z roku 1978 přidáno ustanovení, podle něhož prezident Ukrajiny zaváděl a udílen prezidentská vyznamenání. Od roku 1992 do roku 2000 existovala nejvyšší státní ocenění v podobě prezidentských vyznamenání, jichž bylo celkem 15. První z nich Čestné vyznamenání prezidenta Ukrajiny (Почётное отличие президента Украины) bylo založeno 18. srpna 1992. Od roku 2000 od přijetí nového zákona o státních vyznamenáních se právní předpisy o státních cenách skládají z Ústavy Ukrajiny, Zákona O státních vyznamenáních Ukrajiny a dekretů prezidenta republiky vydanými v souladu s tímto zákonem.

### Nejvyšší státní vyznamenání
- Hrdina Ukrajiny byl založen dne 26. listopadu 1998. Udílen je občanům Ukrajiny za osobní statečnost či mimořádné pracovní úspěchy.
  -  Řád zlaté hvězdy je udílen za vynikající hrdinský čin. Založen byl 23. srpna 1998.[2]
  -  Řád národa je udílen za vynikající pracovní úspěchy. Založen byl 23. srpna 1998.[3]

### Řády
- Řád svobody byl založen dne 29. září 2008. Udílen je v jediné třídě občanům Ukrajiny i cizím státním příslušníkům za služby v oblasti posilování suverenity a nezávislosti republiky, upevňování ukrajinské společnosti, rozvoj demokracie, sociálně-ekonomických a politických reforem a za dodržování ústavních práv a svobod člověka a občana.[4]
- Řád knížete Jaroslava Moudrého byl založen prezidentem Leonidem Kučmou dne 23. srpna 1995. Udílen je v pěti třídách občanům republiky i cizím státním příslušníkům za vynikající služby ukrajinskému státu a národu.[5]
- Řád za zásluhy byl založen prezidentem Leonidem Kučmou dne 22. září 1996. Udílen je ve třech třídách občanům Ukrajiny, cizím státním příslušníkům i osobám bez státní příslušnosti za významné úspěchy v ekonomické, vědecké, kulturní, vojenské či politické oblasti.[6]
- Řád Bohdana Chmelnického byl založen prezidentem Leonidem Kučmou dne 3. května 1995. Udílen je ve třech třídách příslušníkům ozbrojených sil a bezpečnostních složek i dalším občanům Ukrajiny za mimořádnou službu v obraně státní suverenity a bezpečnosti a také veteránům druhé světové války.[7]
- Řád hrdinů nebeské setniny byl založen dne 1. července 2014. Udílen je v jediné třídě za obranu principů demokracie, lidských práv a svobody během Euromajdanu.
- Řád za odvahu byl založen prezidentem Leonidem Kučmou dne 21. srpna 1996. Udílen je jednotlivcům za osobní statečnost a hrdinství při záchraně lidského života či majetku s nasazením vlastního života.[8]
- Řád kněžny Olgy byl založen prezidentem Leonidem Kučmou dne 15. srpna 1997. Udílen je ve třech třídách občankám Ukrajiny a cizinkám za osobní zásluhy v oblasti státní správy, vědy, vzdělávání, kultury a za zásluhy v dalších sociálních oblastech.[9]
- Řád Daniela Haličského byl založen dne 20. února 2003. Udílen je za významný osobní přínos k rozvoji Ukrajiny, za služby Ukrajině a jejímu lidu.[10]
- Řád sv. Mikuláše Divotvůrce byl založen pravděpodobně roku 2018 patriarchou ukrajinské církve a je udělován za zásluhy o obrodu duchovního života na Ukrajině a za zakládání či obnovu sídel místní církve na Ukrajině.
- Řád Za statečnou práci horníků byl založen dne 2. září 2008. Udílen je ve třech třídách.

### Medaile
- Medaile Za vojenskou službu Ukrajině byla založena dne 5. října 1996. Udílena je v jediné třídě za osobní odvahu a sebeobětování při obraně národních zájmů Ukrajiny, za exemplární plnění povinností, za splnění speciálních úkolů při zajištění národní bezpečnosti a za úspěchy při obraně státní hranice a za 25 let příkladné vojenské služby.[11]
- Medaile Za bezchybnou službu je služební medaile založená dne 5. října 1996. Udílena je příslušníkům Ozbrojených sil Ukrajiny a dalších bezpečnostních složek za vysoké bojové nasazení a profesionální výcvik a za příkladnou službu.[12]
- Medaile obránce vlasti je pamětní medaile založená dne 8. října 1999. Udílena je válečným veteránům, a to jak cizincům tak občanům Ukrajiny za osvobození Ukrajiny od nacistické okupace, za osobní odvahu a statečnost při obraně veřejných zájmů a za posilování bezpečnosti a obrany Ukrajiny.[13]
- Medaile Za záchranu života byla založena dne 20. května 2008. Udílena je za záchranu lidského života, za aktivní zapojení do charity a dalších aktivit zlepšujících veřejné zdraví a za prevenci závislosti.[14]

### Čestné tituly

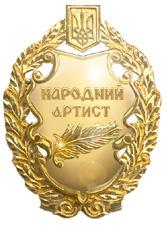
Lidový umělec Ukrajiny

Čestné tituly jsou jedním z typů státních vyznamenání Ukrajiny. Seznam současných čestných titulů Ukrajiny je dán zákonem č. 1549-III O státních vyznamenáních Ukrajiny a od 1. ledna 2017 obsahuje čtyři tituly v kategorii Lidový, 36 tituly v kategorii Zasloužilý a čestný titul Matka hrdinka. Všechny čestné tituly jsou navzájem rovnocenné, kromě Lidového umělce Ukrajiny, Lidového architekta Ukrajiny, Lidového učitele Ukrajiny a Lidového výtvarníka Ukrajiny, které jsou vyššími stupni příslušných kategorií Zasloužilého umělce Ukrajiny, Zasloužilého architekta Ukrajiny, Zasloužilého učitele Ukrajiny a Zasloužilého výtvarníka Ukrajiny.
- Lidový umělec Ukrajiny
- Lidový architekt Ukrajiny
- Lidový učitel Ukrajiny
- Lidový výtvarník Ukrajiny
- Zasloužilý umělec Ukrajiny
- Zasloužilý architekt Ukrajiny
- Zasloužilý lékař Ukrajiny
- Zasloužilý horník Ukrajiny
- Zasloužilý činný umělec Ukrajiny
- Zasloužilý vědecký a technický pracovník Ukrajiny
- Zasloužilý dárce Ukrajiny
- Zasloužilý metalurg Ukrajiny
- Zasloužilý novinář Ukrajiny
- Zasloužilý vynálezce Ukrajiny
- Zasloužilý lesník Ukrajiny
- Zasloužilý mistr lidového umění Ukrajiny
- Zasloužilý strojní inženýr Ukrajiny
- Zasloužilý servisní pracovník Ukrajiny
- Zasloužilý metrolog Ukrajiny
- Zasloužilý ekolog Ukrajiny
- Zasloužilý pracovník veterinárního lékařství Ukrajiny
- Zasloužilý pracovník civilní obrany Ukrajiny
- Zasloužilý zdravotnický pracovník Ukrajiny
- Zasloužilý pracovník v kultuře Ukrajiny
- Zasloužilý pedagogický pracovník Ukrajiny
- Zasloužilý pracovník v průmyslu Ukrajiny
- Zasloužilý pracovník v zemědělství Ukrajiny
- Zasloužilý sociální pracovník Ukrajiny
- Zasloužilý pracovník cestovního ruchu Ukrajiny
- Zasloužilý pracovník ve farmacii Ukrajiny
- Zasloužilý pracovník tělesné výchovy a sportu Ukrajiny
- Zasloužilý inovátor Ukrajiny
- Zasloužilý stavitel Ukrajiny
- Zasloužilý učitel Ukrajiny
- Zasloužilý výtvarník Ukrajiny
- Zasloužilý ekonom Ukrajiny
- Zasloužilý energetik Ukrajiny
- Zasloužilý právník Ukrajiny

- Matka hrdinka

#### Historie čestných titulů
I po zisku nezávislosti platil na Ukrajině až do roku 2000 zákon O státních vyznamenáních Ukrajinské SSR, který byl schválen prezidiem Nejvyššího sovětu Ukrajinské SSR č. 1870-X ze dne 7. května 1981. V souladu s tímto nařízením bylo zřízeno 29 čestných titulů, z nichž tři byly v kategorii Lidový a 26 v kategorii Zasloužilý. V původních názvech byla po rozpadu Sovětského svazu slova Ukrajinská SSR nahrazeno slovem Ukrajina.
Kromě nich byl v roce 1999 zaveden dekretem prezidenta Ukrajiny čestný titul Zasloužilý lesník Ukrajiny (17. září 1999 dekret č. 1191/99) a Zasloužilý sociální pracovník Ukrajiny (30. října 1999 dekret č. 1425/99). Zákon č. 1549-III O státních vyznamenáních Ukrajiny ze dne 16. března 2000 zavedl systém 33 čestných titulů, kdy již k dříve užívaným titulům přibyl titul Zasloužilý pracovník veřejného školství Ukrajiny, Zasloužilý dárce Ukrajiny a Zasloužilý ekolog Ukrajiny.
Postupně bylo do tohoto systému zavedeno dalších 8 čestných titulů. Šlo o tituly Zasloužilý pracovník veterinárního lékařství Ukrajiny (15. listopadu 2001 dekret č. 2775-III), Matka hrdinka (11. května 2004 dekret č. 1705-IV), Zasloužilý metrolog Ukrajiny (15. června 2004 dekret č. 1765-IV), Zasloužilý pracovník ve farmacii Ukrajiny (8. září 2005 dekret č. 2876-IV), Lidový učitel Ukrajiny (21. září 2006 dekret č. 169-V), Zasloužilý horník Ukrajiny (20. ledna 2010 dekret č. 1815-VI), Zasloužilý pracovník civilní ochrany Ukrajiny (20. ledna 2010 dekret č. 1816-VI) a Zasloužilý pracovník cestovního ruchu (20. ledna 2010 dekret č. 1817-VI).

### Další vyznamenání

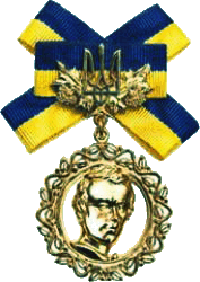
Národní cena Ševčenka

- Národní cena Ševčenka je státní cena za kulturní a umělecké úspěchy. Udílena je od roku 1961.
- Státní cena Ukrajiny za vědu a technologie
- Státní cena Ukrajiny za architekturu
- Státní cena Ukrajiny Alexandra Dovženka
- Státní cena Ukrajiny za vzdělávání
- Čestná zbraň

### Prezidentská vyznamenání

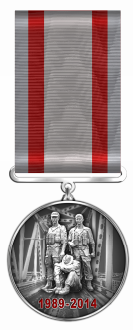
Pamětní medaile 25. výročí stažení vojsk z Afghánistánu

Vyznamenání založená prezidentem Ukrajiny v souladu s ukrajinskou ústavou:
- Kříž Ivana Mazepy byl založen dne 26. března 2009. Udílen je za významný přínos pro národní, kulturní, umělecké, duchovní, architektonické, vojenské a historické dědictví Ukrajiny, za úspěchy pro stát v diplomatické, humanitní, vědecké, charitativní a vzdělávací oblasti.[16]
- Medaile Za práci a vítězství byla založena roku 2001.[17]
- Jubilejní medaile 60. výročí osvobození Ukrajiny od fašistických útočníků byla založena roku 2004 zákonem č. 1095/2004.[18]
- Medaile 20. výročí nezávislosti Ukrajiny byla založena zákonem č. 625/2011 ze dne 30. května 2011. Udílena je za zásluhy o zisk nezávislosti, budování nezávislého státu, za posilování jeho mezinárodní prestiže a za svědomitou službu ukrajinskému lidu.[19]
- Jubilejní medaile k 25. výročí nezávislosti Ukrajiny byla založena dne 17. února 2016. Udílena je za služby při formování nezávislého státu a za přínos pro další rozvoj země.[20][21]
- Pamětní medaile 25. výročí stažení vojsk z Afghánistánu byla založena 14. února 2014. Udílena je za účast ve válce v Afghánistánu.[22][23]
- Medaile 70. výročí osvobození Ukrajiny od fašistických útočníků[24]
- Jubilejní medaile 70. výročí vítězství nad nacismem byla založena dne 29. dubna 2016. Udílena je za hrdinství, odvahu a odhodlání bojovníkům proti nacismu a bojovníkům za svobodu a nezávislost vlasti[25][26]
- Insignie prezidenta Ukrajiny Za účast v protiteroristické operaci byla založena roku 2016.[27]
- Insignie prezidenta Ukrajiny Za humanitární účast v protiteroristické operaci[28]

V roce 1999 byl založen také Čestný diplom prezidenta Ukrajiny za aktivní charitativní činnost v humanitární oblasti. Možnost udělit jej nejen jednotlivcům, ale i firmám, institucím, organizacím a pracovním kolektivům neodpovídá normám zákona O státních vyznamenáních Ukrajiny z roku 2000. Tento zákon umožňuje udílení ukrajinských vyznamenání výhradně jednotlivcům.

#### Zaniklá vyznamenání prezidenta Ukrajiny
- Čestné vyznamenání prezidenta Ukrajiny bylo založeno roku 1996. Založením Řádu za zásluhy bylo ukončeno udílení tohoto ocenění. Osoby dříve oceněné tímto vyznamenáním jsou nadále považovány za osoby oceněné Řádem za zásluhy, jsou nazývány držiteli Řádu za zásluhy a mají právo nosit čestné odznaky prezidenta Ukrajiny.